# モーリン・ガラガー
モーリン・ガラガー（Maureen Gallagher）は、アメリカオレゴン州出身のヴィオリスト。水戸室内管弦楽団メンバー。2008年8月より、コロンバス州立大学シュオブ音楽院教授。

## 経歴
10歳よりヴィオラを始める。16歳の夏よりイヴァン・ガラミアンのアシスタントとして教えを受け始め、その後インディアナ大学へ入学。卒業後、ニューヨーク市立大学バッファロー校で2年間クリーヴランド・クヮルテットのアシスタントを務めた。
1972年にニューヨークへ移り、田中直子の推薦でオルフェウス室内管弦楽団の首席ヴィオラ奏者として入団。1976年にはセントルークス管弦楽団に、1980年からニュージャージー室内楽協会に、90年から現代音楽のグループ、スペキュラム・ムジケに参加、1995年からはニューヨーク・シティ・バレエ管弦楽団の首席ヴィオラ奏者となり、すべて現在まで活動を継続している。
東京クヮルテットやエマーソン弦楽四重奏団などの世界各地の弦楽四重奏団にもゲストとして参加している。1998年には冬季長野オリンピック開会式にて、小澤征爾指揮のもと演奏した。
ニューヨーク市立大学ブルックリン校、コロンビア大学、マサチューセッツ大学アマースト校を経て、現在ではカーネギーメロン大学、コロンバス州立大学にて、ヴィオラと室内楽の教鞭をとっている。 
使用楽器は、1743年ミラノ製パオロ・アントニオ・テストーレ。